# 木村誠司郎
木村 誠司郎（きむら せいしろう、本名：蠣崎献二、1970年3月4日 - 2003年12月26日）は、九重部屋に所属していた大相撲の行司であった。最高位は幕下格。千葉県銚子市出身。

## 概要
初土俵当初は木村献二の行司名で、下の名前は本名を使っていた。序二段格の1988年1月場所で木村榮ノ助に改名した。
幕下格の1993年の1年間のみ、木村海颯聖(きむらみさき)という、行司名としては珍名・難読に当たる名前を名乗った。これは自ら考えて命名したという。
その後、木村誠司郎に改名して幕下格行司を務めるが、控えに座っていたときに取組をしていた落ちてくる力士にのしかかられた影響で出場できない状態となり、2003年1月場所から全休を続けた。その後病気から回復することなく2003年12月26日に現役のまま33歳で胃癌のため死去した。

## 履歴
- 1985年3月場所 - 木村献二の名で初土俵[1]。
- 1985年5月場所 - 序ノ口格[1]。
- 1987年1月場所 - 序二段格昇進[1]。
- 1988年1月場所 - 木村榮ノ助に改名[1]。
- 1989年1月場所 - 三段目格昇進[1]。
- 1992年1月場所 - 幕下格昇進[1]。
- 1993年1月場所 - 木村海颯聖に改名[1]。
- 1994年1月場所 - 木村誠司郎に改名[1]。
- 2003年1月場所 - この場所以降全休。
- 2003年12月26日 - 死去[1]。
- 2004年1月場所 - 番付に掲載された最終場所。